# كاغلستان بار أفتاب (بيش كوه زلاغي)
کاغلستان بار أفتاب (بالفارسية: کاگلستان برآفتاب) هي قرية تقع في إيران في قسم بیش کوه زلاغي الریفي. يقدر عدد سكانها بـ 47 نسمة بحسب إحصاء 2016.